# Sèvres-Anxaumont
Sèvres-Anxaumont è un comune francese di 2 010 abitanti situato nel dipartimento della Vienne nella regione della Nuova Aquitania.

## Società

### Evoluzione demografica
Abitanti censiti